# Drève des Deux Triages
Ne doit pas être confondu avec Drève des Deux Montagnes.
La drève des Deux Triages (en néerlandais : Tweegebiedendreef) est une drève à travers la forêt de Soignes.